# سيد ميد
سيد ميد (بالإنجليزية: Syd Mead)‏ هو مصمم ومخرج أمريكي، ولد في 18 يوليو 1933 في سانت بول في الولايات المتحدة.

## وصلات خارجية
- الموقع الرسمي
- سيد ميد على موقع IMDb (الإنجليزية)
- سيد ميد على موقع ألو سيني (الفرنسية)
- سيد ميد على موقع ميوزك برينز (الإنجليزية)
- سيد ميد على موقع أول موفي (الإنجليزية)
- سيد ميد على موقع ديسكوغز (الإنجليزية)
- سيد ميد على موقع قاعدة بيانات الفيلم (الإنجليزية)
- سيد ميد على موقع كينوبويسك (الروسية)
- سيد ميد على موقع ANN person (الإنجليزية)